# Lupueni
Lupueni – wieś w Rumunii, w okręgu Ardżesz, w gminie Băbana. W 2011 roku liczyła 171 mieszkańców.